# Pickelhaube

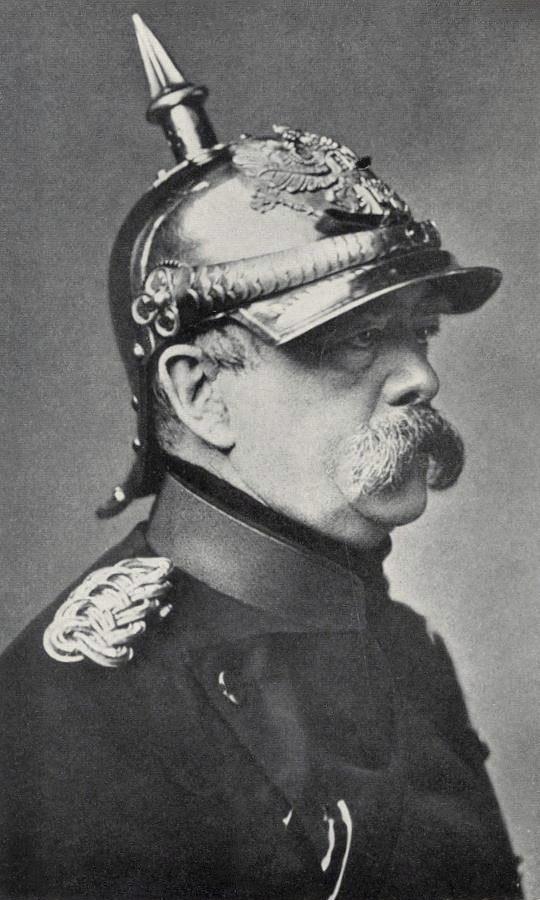
Otto von Bismarck con l'elmo a punta

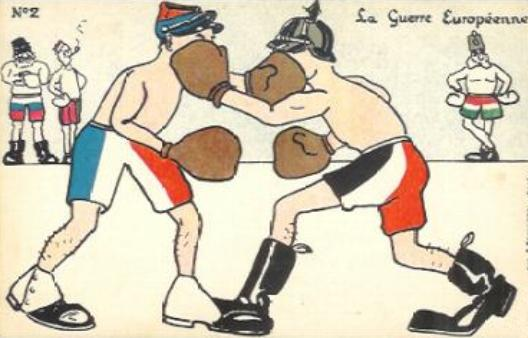
La guerre européenne: cartolina con scenetta allegorica della prima guerra mondiale: Francia e Germania. riconoscibili dal chepì a sinistra e dalla pickelhaube a destra, sono impegnate a combattersi, mentre Russia a sinistra e Austria a destra attendono fuori dal ring

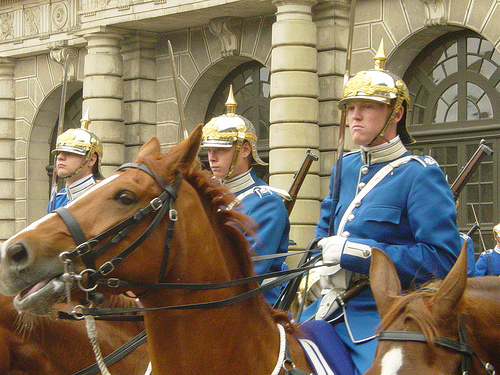
L'elmo chiodato è oggi solo un accessorio cerimoniale in alcuni paesi. Nella foto, la Livgarde, Svezia.

Pickelhaube (in italiano noto come elmo chiodato, anche nella rara variante univerbata elmochiodato o elmo prussiano) è la denominazione popolare del caratteristico elmo a punta che aveva il nome ufficiale di Helm mit Spitze.

## Storia
Sembra che questo copricapo sia stato adottato dalle truppe prussiane attorno al 1842, essenzialmente per i reparti di fanteria di linea, artiglieri, dragoni, corazzieri e cacciatori a cavallo in sostituzione dei numerosi modelli allora in uso, risalenti al periodo napoleonico.
Il Pickelhaube, nella prima versione, era un alto casco di cuoio bollito, con visiera e coprinuca, munito di rinforzi in ottone e culminante in un puntale conico, sempre in ottone. Questo puntale aveva funzione decorativa e per parare le sciabolate. Leggende denigratorie diffuse presso i soldati dell'Intesa volevano ch'esso svolgesse diverse funzioni: si sarebbe potuto con esso caricare il nemico a testa bassa oppure sarebbe stato utile come parafulmine in caso di tempesta. L'uso di un elemento decorativo così appariscente risultava incomprensibile agli inizi del Novecento quando l'equipaggiamento militare cominciò ad affinarsi in funzione della praticità e nacque anche la leggenda (modellata in base alla funzione del crestino – anch'esso decorativo – dell'elmetto francese "Adrian" che occultava anche dei buchi per il ricambio d'aria) che esso fosse usato come sfiatatoio. Il modello destinato all'arma d'artiglieria, al posto dell'alta cuspide sommitale portava una palla di cannone a forma di sfera.
Nel corso degli anni subì diversi perfezionamenti, venendo alleggerito e diminuito in altezza. Nonostante tutto l'elmetto offriva al soldato una protezione scarsissima, in quanto non era molto resistente e non proteggeva le tempie. L'ultimo modello proposto durante la Grande Guerra disponeva di un chiodo svitabile, del quale liberarsi durante i combattimenti. Sul disegno generale di questo elmo vennero realizzati i copricapi dei reparti di corazzieri, completamente in metallo, quelli degli ulani, sormontati dal caratteristico cimiero a losanga, e dei cacciatori, che richiamavano anche il disegno dello shako napoleonico.
Altre nazioni nell'Ottocento si ispirarono al modello prussiano, equipaggiando le proprie truppe con alti elmi che richiamavano quelli in uso ai militari dello stato germanico. Le più importanti furono la Russia, almeno sino alla guerra di Crimea, e gli Stati Uniti, fino alle soglie della prima guerra mondiale.
Fu usato dall'esercito prussiano ed imperiale tedesco dalla metà del XIX secolo alla battaglia della Marna, nel 1914, durante la prima guerra mondiale. Nel 1916, durante la battaglia di Verdun e l'inizio dei combattimenti in trincea, venne sostituito dallo Stahlhelm, o elmetto d'acciaio.
La Pickelhaube veniva spesso indossata nelle cerimonie pubbliche importanti anche da personaggi di autorità, come il Kaiser Guglielmo II, il cancelliere Otto von Bismarck. Persino dopo la Grande Guerra Hindenburg continuava a portarlo, anche in veste di presidente della Repubblica di Weimar; tuttavia, in questo periodo il copricapo aveva assunto un valore oramai meramente simbolico.

## In tempi recenti
Con l'avvento del nazismo, la decorazione era stata accantonata del tutto, mentre l'iconografia della memoria collettiva tedesca e straniera avrebbe continuato ad associarla al militarismo prussiano. Nella Svezia, nel Cile e nel Regno Unito alcuni reparti militari continuano a indossare copricapi analoghi nelle cerimonie pubbliche. Nella serie animata di Heidi, l'elmetto chiodato venne utilizzato come elemento tipico per rappresentare, in una scena, la Francoforte di fine Ottocento in cui viveva la protagonista.

## Galleria d'immagini

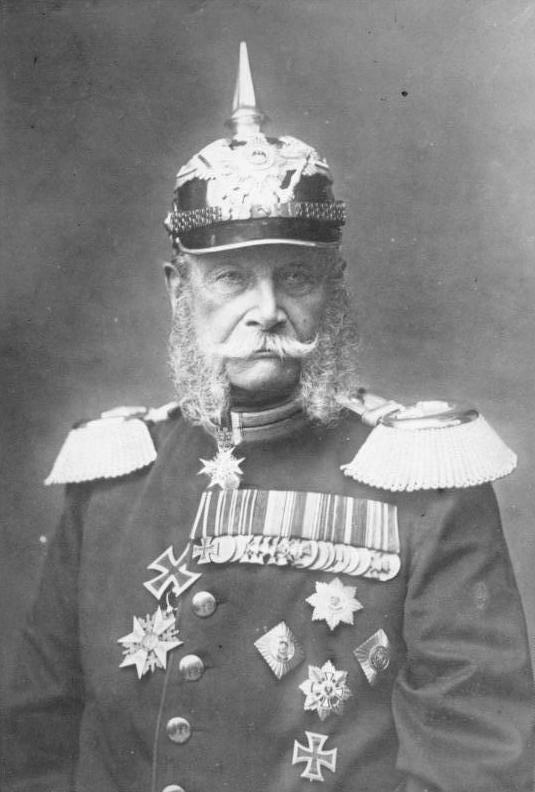
Guglielmo I di Germania
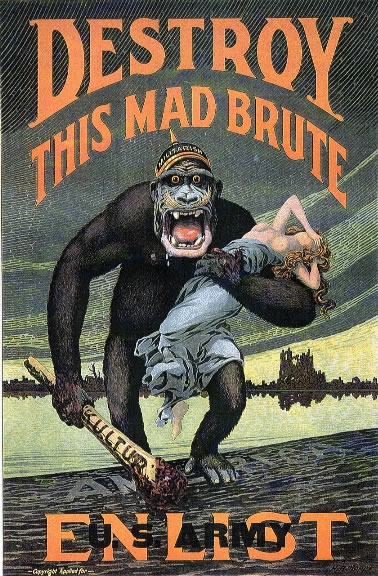
Destroy this mad brute. Chiamata al reclutamento contro la Germania nel 1917, USA
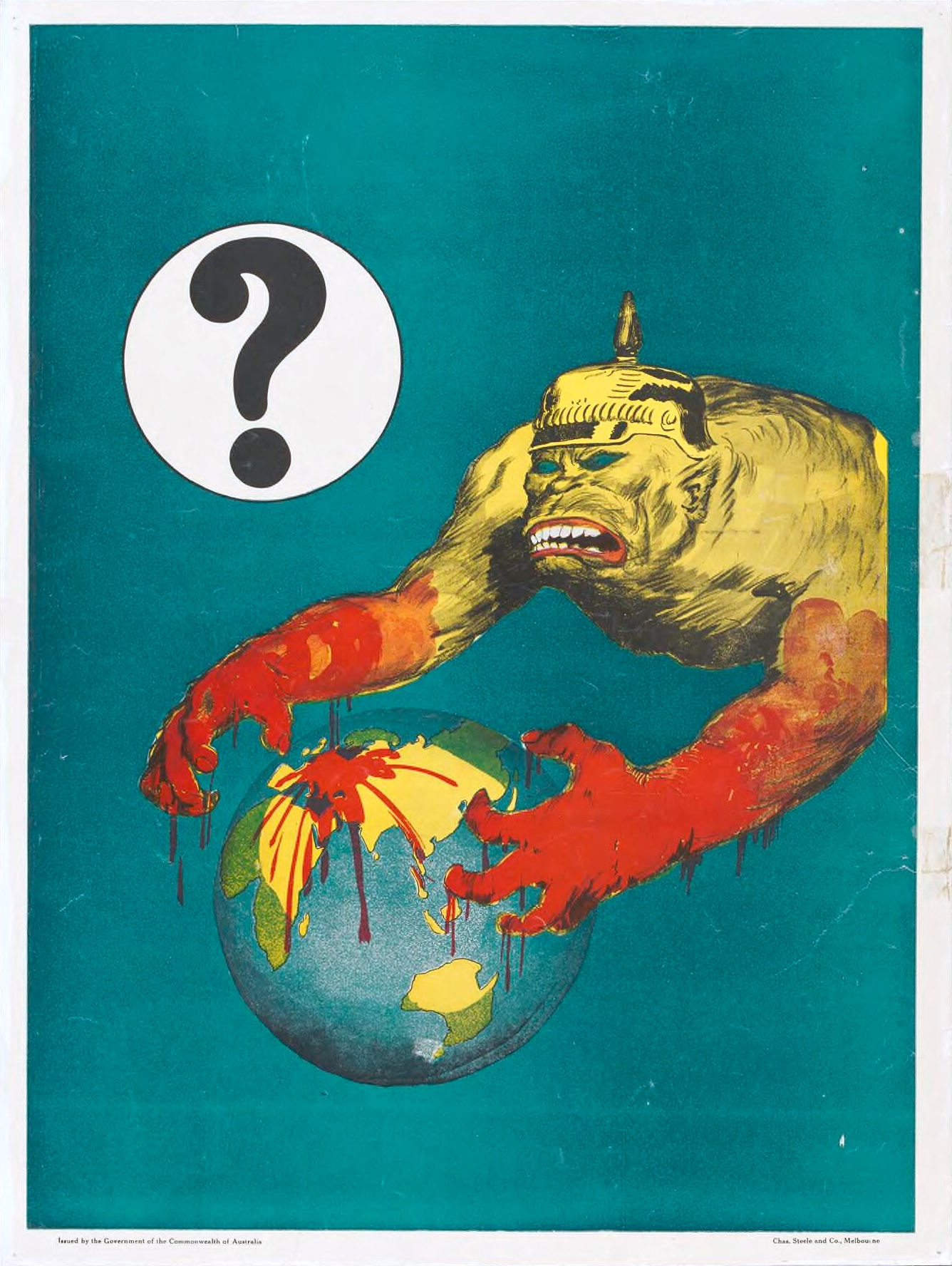
Manifesto propagandistico per l'intervenzionismo contro il Reich tedesco (prima guerra mondiale)
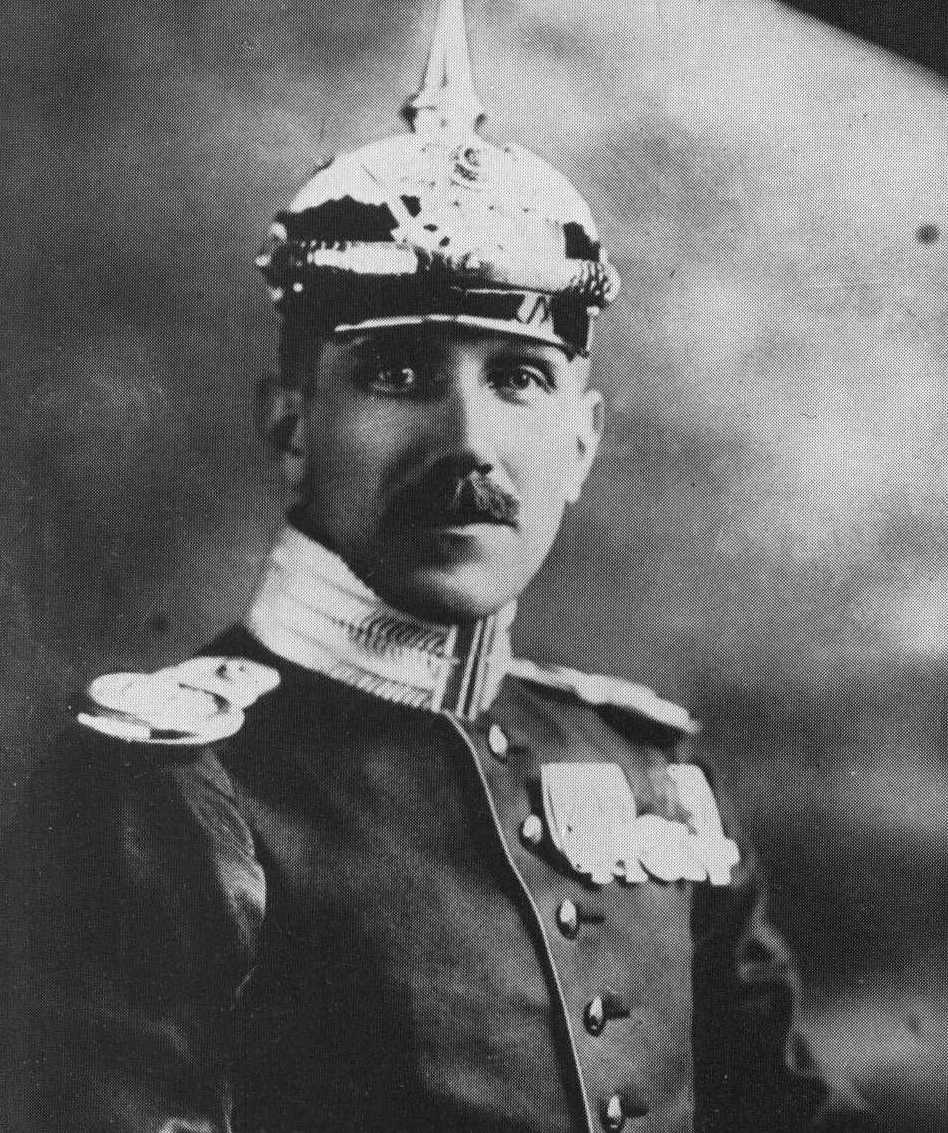
Franz von Papen in gioventù.
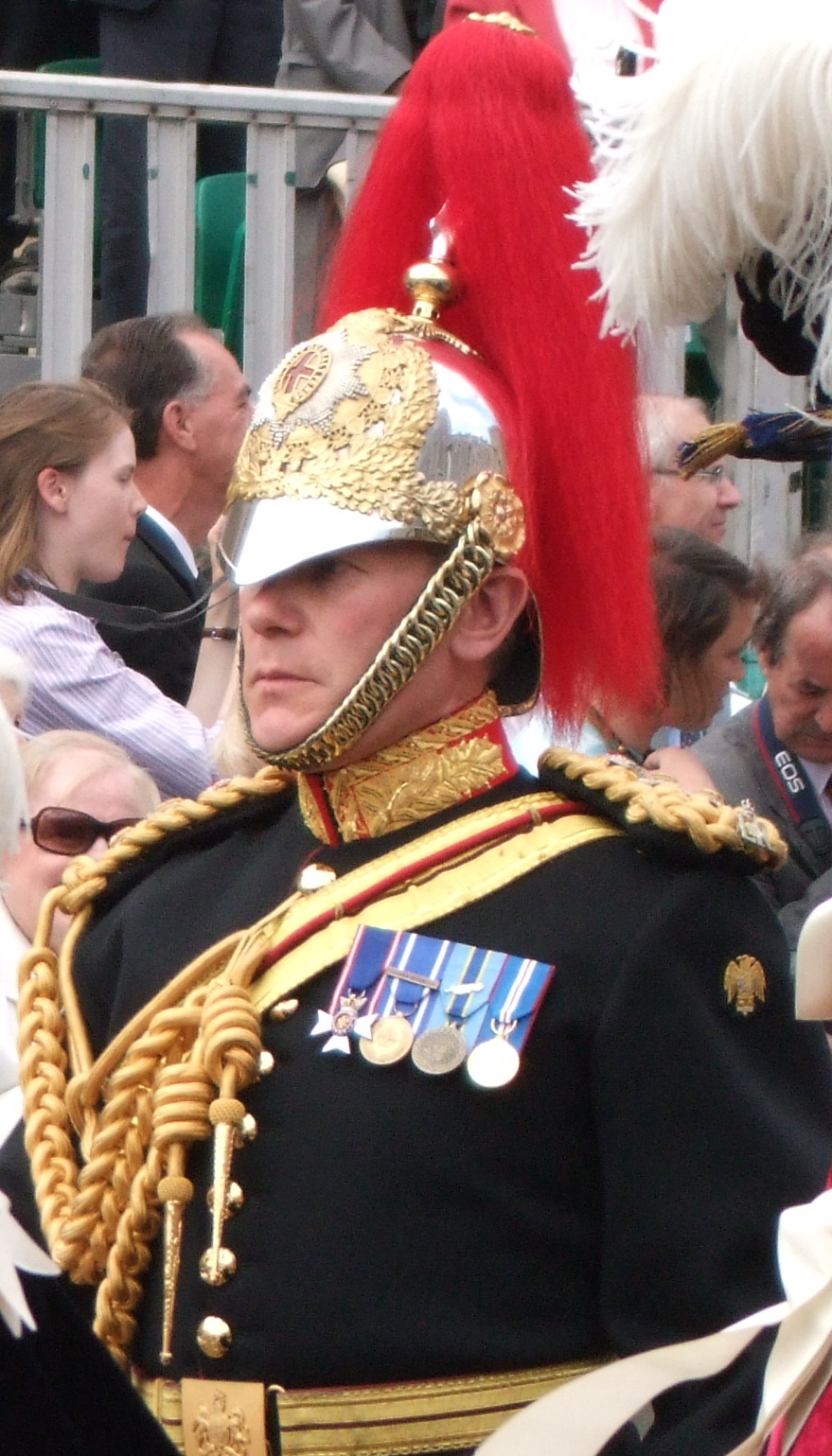
Elmetto similare usato per le Blues and Royals nel Regno Unito.